# تنبيب (قبلي)
تنبيب هي إحدى قرى ولاية قبلي وهي مقر لعمادة. وتحيط بها الواحة من جميع الجهات. اشتهرت تاريخيا بإنتاج الزيت والزيتون، إضافة إلى إنتاج التمور.
1. ↑  "المناطق الترابية (العمادات) حسب الولايات والمعتمديات". اطلع عليه بتاريخ 2024-11-30.